# Coxim
Coxim es una ciudad y un municipio brasileño ubicado en el norte del estado de Mato Grosso del Sur. Es un centro económico y turístico local que posee como lugares de interés, las cataratas de Salto y de Palmeras, y los ríos Taquarí y Coxim que nace en el municipio de Camapuã. Otra fuente económica que se destaca es la ganadería.
Aunque existía un poblado colonial mucho antes de la Guerra de la Triple Alianza y estuvo brevemente en poder de tropas paraguayas durante los inicios de tal guerra, fue oficialmente creada como villa brasileña en 1898.

## Historia
En 1727 el entonces gobernador paulista Rodrigo César de Menezes, asignó tres sesmarías en los descampados del río  Taquari, siendo una de ellas cedidas a Domingos Gomes Biliago que con cuatro personas fundaron «Arraial do Biliago» en 1729, en la margen izquierda del alto Taquari, para servir de punto intermedio entre la ciudad de São Paulo y la de Cuiabá, ya que se ubicaba en un río navegable y en el cruce de caminos entre el Mato Grosso y el Goiás.
Al militarizarse el lugar en 1862, el pueblo cambió el nombre a «Núcleo do Taquari» por el gobernador Herculano Ferreira Pena. En el mes de abril de 1865, al ser invadido, saqueado e incendiado por unos 500 soldados de las fuerzas de la República del Paraguay, al inicio de la Guerra de la Triple Alianza, el pequeño poblado de unos 126 habitantes se abandonó.
Al término de la guerra antes citada, en 1868, el lugar sería repoblado pero del lado derecho del río Taquari, y al ser elevado a la categoría de parroquia cambió su nombre por el de «São José de Herculanoa». El 11 de abril de 1898 el pueblo fue elevado a la categoría de villa, sustituyéndole este último nombre por el de Coxim.

## Geografía
El municipio está ubicado en el este del Pantanal, limita con los municipios de Río Verde, Sao Gabriel, Camapuã, Alcinolis, Pedro Gomes y Sonora.
La población es de 3767 habitantes según datos del IBGE.

### Clima
El clima es húmedo, con excelentes lluvias en verano y sequías en invierno las temperaturas oscilan de 20 °C a 41 °C.  El clima de Coxim puede ser clasificado como clima tropical de sabana (Aw), de acuerdo con la clasificación climática de Köppen.